# Jaskinia Niedźwiedzia (Beskid Sądecki)
Jaskinia Niedźwiedzia – największa jaskinia Beskidu Sądeckiego i jedna z największych w polskich Karpatach fliszowych. Ma trzy, położone obok siebie, otwory wejściowe (są to niewielkie studzienki) znajdujące się w skalistej grzędzie na północnym zboczu zachodniego szczytu Wierchu nad Kamieniem, w pobliżu kilku niewielkich jaskiń, m.in. Jaskini Małej Niedźwiedziej, Jaskini Świętego Szczepana i Jaskini w Pękniętej Kopie, na wysokości 983 m n.p.m. Długość jaskini wynosi 611 metrów, a jej deniwelacja 28 metrów. W związku z zawałem jaki miał miejsce w 1998 roku w zacisku Skalna Pułapka dostępna długość jaskini wynosi 340 metrów.

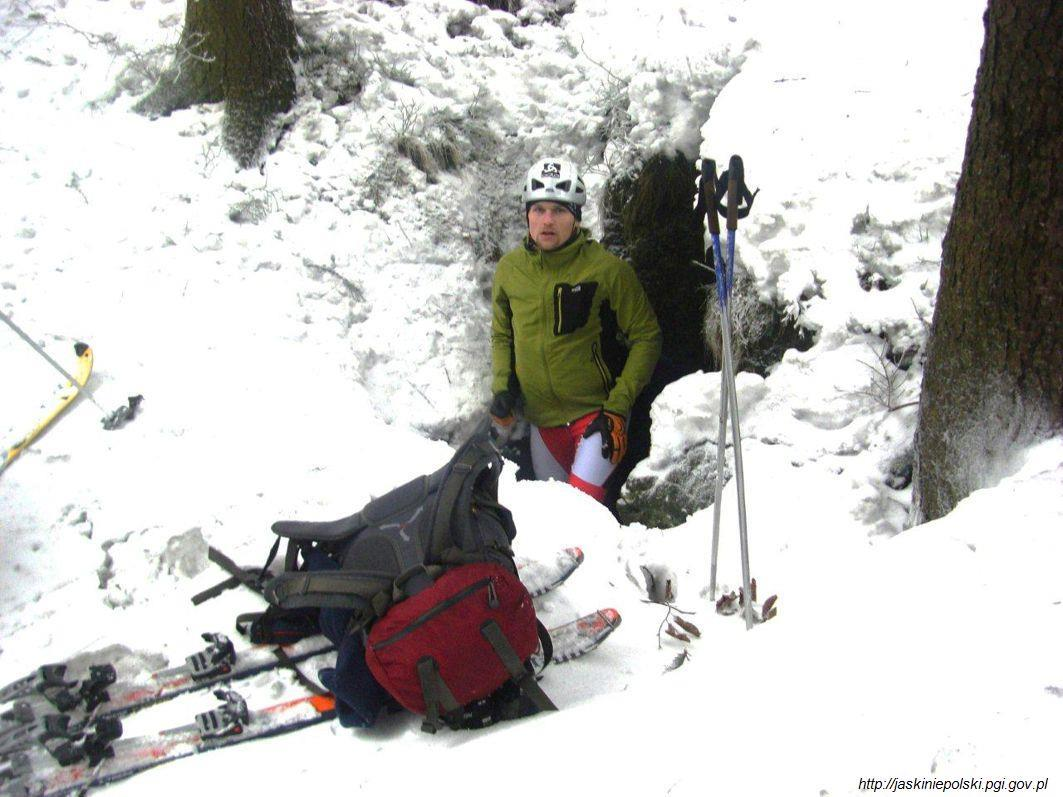
Otwór 1

## Opis jaskini
Otwór pierwszy jaskini to wylot szczelinowej Wielkiej Studni. Z jej bocznych ścian i dna odchodzi kilka ciągów:
- szczelinowy korytarzyk łączący studnię z Wielkim Lejem (otwór drugi jaskini) i dalej z otworem trzecim
- zacisk za którym idzie korytarzyk prowadzący przez Komnatę Tatiany do zacisku Skalna Pułapka  (w 1998 roku nastąpił tu niewielki zawał uniemożliwiający przejście dalej). Za zaciskiem znajduje się Biała Sala. Odchodzi z niej kilka ciągów:

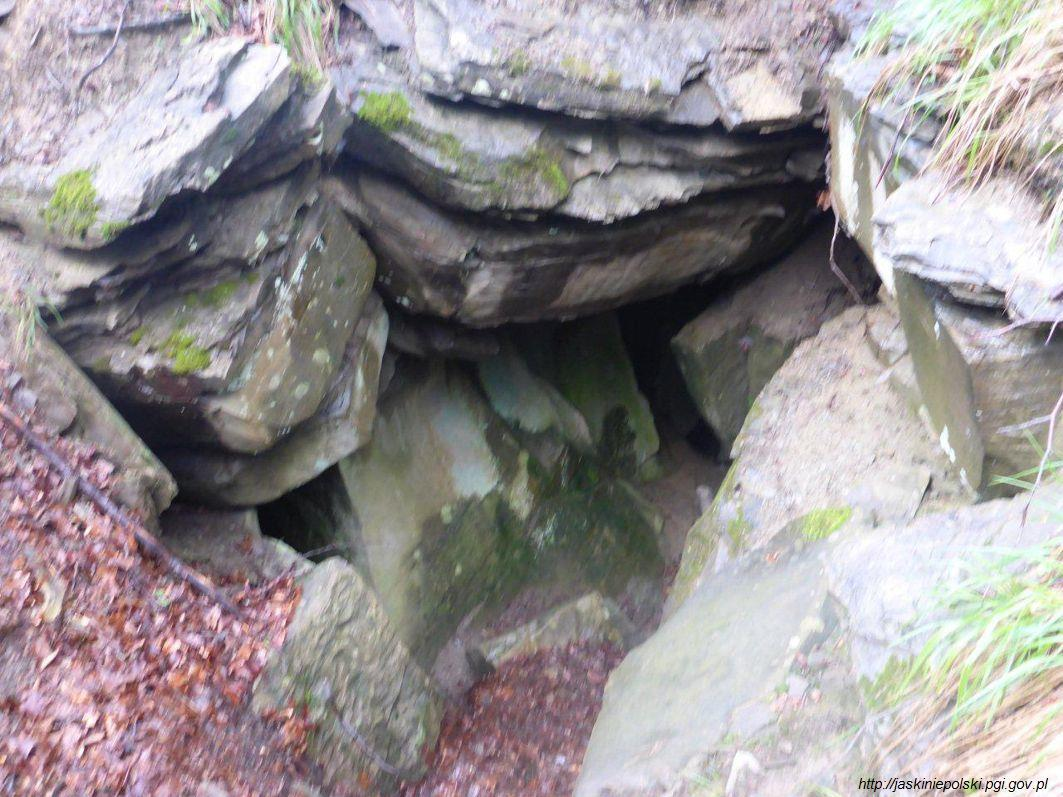
Otwór 2

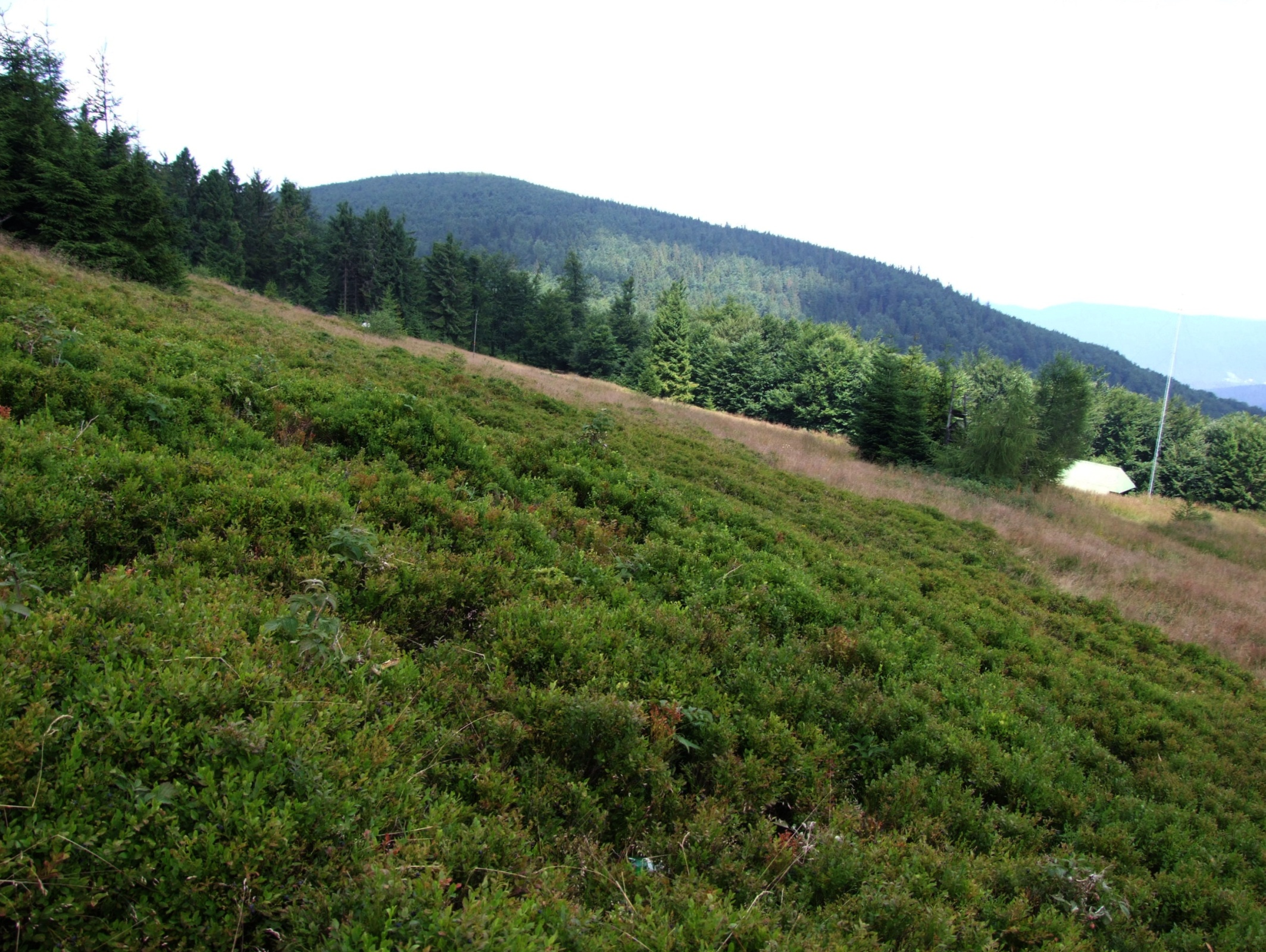
Widok z Hali Łabowskiej na Wierch nad Kamieniem

1. do góry prowadzi kilkunastometrowy korytarz
2. w prawo przez prożek dochodzi się do Szczeliny Naciekowej, a dalej do Partii nad Szczeliną i dużej Sali Dymów
3. w lewo korytarz prowadzi przez kilka, 5-6-metrowych studzienek do największej sali w jaskini – Sali Balowej (20 m długości, 4–5 m szerokości i około 13 m wysokości). Odchodzą z niej dwa ciągi. Pierwszy prowadzi do Partii nad Stropem (jest tu m.in. Sala z Kolumną i korytarz Płytowiec Białych Stóp), drugi do Partii za Oknem (m.in. Sala za Oknem)

- za dwoma zaciskami znajdującymi się na górze i na dole studni zaczynają się idące w dół ciągi prowadzące do Wielkiej Szczeliny z Małym Słoneczkiem. Za nią idzie korytarz, który rozdziela się na dwa równoległe ciągi. Jeden prowadzi przez Komnatę z Rozdeptanym Gacopyrzem i  Szalonym Meandrem, drugi przez Salę z Misiem. Oba ciągi łączą się w dużej Sali Biwakowej. Stąd można dostać się do Sali Gotyckiej i Sali Zapłakanych Gacopyrzy, a także do niewielkich Kruchych Partii[3][1].

## Przyroda
Jaskinia jest typu osuwiskowego. Nie ma w niej nacieków. Cały rok zamieszkują ją nietoperze. Są to podkowce małe, nocki duże  i gacki wielkouche. Ściany są suche, brak jest na nich roślinności. W Sali z Misiem znaleziono szkielet niedźwiedzia, stąd nazwa jaskini.

## Historia odkryć
Jaskinia została odkryta przez członków koła geograficznego z Nawojowej we wrześniu 1988 roku. Jej opis i plan sporządzili  E. Borek,  A. Antkiewicz, R. Baran, W. Ignacyk, P. Irzyk i P. Wańczyk w latach 1988 - 1997.